# Internationaal telefoonalfabet
Het internationaal telefoonalfabet is een spelalfabet voor gebruik tussen sprekers met verschillende talen. Het maakt voornamelijk gebruik van internationaal bekende plaatsnamen. 
| A | Amsterdam  | H | Havanna    | O | Oslo     | V | Valencia   |
| B | Baltimore  | I | Italia     | P | Paris    | W | Washington |
| C | Casablanca | J | Jérusalem  | Q | Québec   | X | Xantippe   |
| D | Denmark    | K | Kilogramme | R | Roma     | Y | Yokohama   |
| E | Edison     | L | Liverpool  | S | Santiago | Z | Zürich     |
| F | Florida    | M | Madagaskar | T | Tripoli  |   |            |
| G | Gallipoli  | N | New York   | U | Uppsala  |   |            |

Om bijvoorbeeld Meppel te spellen voor een anderstalige zegt men: Madagaskar, Edison, Paris, Paris, Edison, Liverpool.
Dit was het officiële spelalfabet van de Internationale Burgerluchtvaartorganisatie (ICAO) tot 1940 en van de Internationale Maritieme Organisatie (IMO) tot 1965.